# Puszczykówiec
Puszczykówiec – wieś w Polsce położona w województwie wielkopolskim, w powiecie grodziskim, w gminie Kamieniec.
Wieś powstała jako osada olęderska. W okresie Wielkiego Księstwa Poznańskiego (1815-1848) miejscowość wzmiankowana jako Puszczykowo Olendry należała do wsi mniejszych w ówczesnym pruskim powiecie Kosten rejencji poznańskiej. Puszczykowo Olendry należało do okręgu wielichowskiego tego powiatu i stanowiło część majątku Goździchowo, który należał wówczas do Dezyderego Chłapowskiego. Według spisu urzędowego z 1837 roku Puszczykowo Olendry liczyło 73 mieszkańców, którzy zamieszkiwali 11 dymów (domostw).
W latach 1975–1998 miejscowość administracyjnie należała do województwa poznańskiego.
Zobacz też: Puszczykowo